# Německo na Eurovision Song Contest
Německo se oficiálně zúčastnilo všech ročníků soutěže Eurovision Song Contest vyjma roku 1996, kdy se země plánovala zúčastnit, ale neprošla kvalifikačním kolem. Země patří do skupiny států, které nejvíce přispívají do Evropské vysílací unie (EVU). Proto je členem Velké pětky a postupuje tak automaticky do finále.
Německo Eurovizi vyhrálo poprvé v roce 1982 díky zpěvačce Nicole s písní „Ein bißchen Frieden“. Druhé vítězství přišlo o 28 let později, tehdy byla úspěšná zpěvačka Lena s písní „Satellite“. Katja Ebstein Německo reprezentovala třikrát, v letech 1970 a 1971 skončila třetí a v roce 1980 druhá, je tak jediným interpretem, který v Eurovizi v rámci tří účastí vždy skončil mezi třemi nejlepšími. Celkem bylo Německo mezi nejlepší trojicí 11krát, naopak bylo 9krát poslední, přičemž 3krát nezískalo ani bod.

## Výsledky
| Rok  | Interpret                    | Píseň                                       | Jazyk                                       | Finále            | Finále            | Semifinále                  | Semifinále                  |
| Rok  | Interpret                    | Píseň                                       | Jazyk                                       | Pořadí            | Body              | Pořadí                      | Body                        |
| ---- | ---------------------------- | ------------------------------------------- | ------------------------------------------- | ----------------- | ----------------- | --------------------------- | --------------------------- |
| 1956 | Walter Andreas Schwarz       | „Im Wartesaal zum großen Glück“             | němčina                                     | —                 | —                 | nekonalo se                 | nekonalo se                 |
| 1956 | Freddy Quinn                 | „So geht das jede Nacht“                    | němčina                                     | —                 | —                 | nekonalo se                 | nekonalo se                 |
| 1957 | Margot Hielscher             | „Telefon, Telefon“                          | němčina                                     | 4.                | 8                 | nekonalo se                 | nekonalo se                 |
| 1958 | Margot Hielscher             | „Für zwei Groschen Musik“                   | němčina                                     | 7.                | 5                 | nekonalo se                 | nekonalo se                 |
| 1959 | Alice a Ellen Kessler        | „Heute Abend wollen wir tanzen geh'n“       | němčina                                     | 8.                | 5                 | nekonalo se                 | nekonalo se                 |
| 1960 | Wyn Hoop                     | „Bonne nuit ma chérie“                      | němčina                                     | 4.                | 11                | nekonalo se                 | nekonalo se                 |
| 1961 | Lale Andersenová             | „Einmal sehen wir uns wieder“               | němčina                                     | 13.               | 3                 | nekonalo se                 | nekonalo se                 |
| 1962 | Conny Froboess               | „Zwei kleine Italiener“                     | němčina                                     | 6.                | 9                 | nekonalo se                 | nekonalo se                 |
| 1963 | Heidi Brühl                  | „Marcel“                                    | němčina                                     | 9.                | 5                 | nekonalo se                 | nekonalo se                 |
| 1964 | Nora Nova                    | „Man gewöhnt sich so schnell an das Schöne“ | němčina                                     | 13.               | 0                 | nekonalo se                 | nekonalo se                 |
| 1965 | Ulla Wiesner                 | „Paradies, wo bist du?“                     | němčina                                     | 15.               | 0                 | nekonalo se                 | nekonalo se                 |
| 1966 | Margot Eskens                | „Die Zeiger der Uhr“                        | němčina                                     | 10.               | 7                 | nekonalo se                 | nekonalo se                 |
| 1967 | Inge Brück                   | „Anouschka“                                 | němčina                                     | 8.                | 7                 | nekonalo se                 | nekonalo se                 |
| 1968 | Wencke Myhre                 | „Ein Hoch der Liebe“                        | němčina                                     | 6.                | 11                | nekonalo se                 | nekonalo se                 |
| 1969 | Siw Malmkvist                | „Primaballerina“                            | němčina                                     | 9.                | 8                 | nekonalo se                 | nekonalo se                 |
| 1970 | Katja Ebstein                | „Wunder gibt es immer wieder“               | němčina                                     | 3.                | 12                | nekonalo se                 | nekonalo se                 |
| 1971 | Katja Ebstein                | „Diese Welt“                                | němčina                                     | 3.                | 100               | nekonalo se                 | nekonalo se                 |
| 1972 | Mary Roos                    | „Nur die Liebe läßt uns leben“              | němčina                                     | 3.                | 107               | nekonalo se                 | nekonalo se                 |
| 1973 | Gitte                        | „Junger Tag“                                | němčina                                     | 8.                | 85                | nekonalo se                 | nekonalo se                 |
| 1974 | Cindy and Bert               | „Die Sommermelodie“                         | němčina                                     | 14.               | 3                 | nekonalo se                 | nekonalo se                 |
| 1975 | Joy Fleming                  | „Ein Lied kann eine Brücke sein“            | němčina, angličtina                         | 17.               | 15                | nekonalo se                 | nekonalo se                 |
| 1976 | Les Humphries Singers        | „Sing Sang Song“                            | němčina                                     | 15.               | 12                | nekonalo se                 | nekonalo se                 |
| 1977 | Silver Convention            | „Telegram“                                  | angličtina                                  | 8.                | 55                | nekonalo se                 | nekonalo se                 |
| 1978 | Ireen Sheer                  | „Feuer“                                     | němčina                                     | 6.                | 84                | nekonalo se                 | nekonalo se                 |
| 1979 | Dschinghis Khan              | „Dschinghis Khan“                           | němčina                                     | 4.                | 86                | nekonalo se                 | nekonalo se                 |
| 1980 | Katja Ebstein                | „Theater“                                   | němčina                                     | 2.                | 128               | nekonalo se                 | nekonalo se                 |
| 1981 | Lena Valaitis                | „Johnny Blue“                               | němčina                                     | 2.                | 132               | nekonalo se                 | nekonalo se                 |
| 1982 | Nicole                       | „Ein bißchen Frieden“                       | němčina                                     | 1.                | 161               | nekonalo se                 | nekonalo se                 |
| 1983 | Hoffmann & Hoffmann          | „Rücksicht“                                 | němčina                                     | 5.                | 94                | nekonalo se                 | nekonalo se                 |
| 1984 | Mary Roos                    | „Aufrecht geh'n“                            | němčina                                     | 13.               | 34                | nekonalo se                 | nekonalo se                 |
| 1985 | Wind                         | „Für alle“                                  | němčina                                     | 2.                | 105               | nekonalo se                 | nekonalo se                 |
| 1986 | Ingrid Peters                | „Über die Brücke geh'n“                     | němčina                                     | 8.                | 62                | nekonalo se                 | nekonalo se                 |
| 1987 | Wind                         | „Laß die Sonne in dein Herz“                | němčina                                     | 2.                | 141               | nekonalo se                 | nekonalo se                 |
| 1988 | Maxi and Chris Garden        | „Lied für einen Freund“                     | němčina                                     | 14.               | 48                | nekonalo se                 | nekonalo se                 |
| 1989 | Nino de Angelo               | „Flieger“                                   | němčina                                     | 14.               | 46                | nekonalo se                 | nekonalo se                 |
| 1990 | Chris Kempers a Daniel Kovac | „Frei zu leben“                             | němčina                                     | 9.                | 60                | nekonalo se                 | nekonalo se                 |
| 1991 | Atlantis 2000                | „Dieser Traum darf niemals sterben“         | němčina                                     | 18.               | 10                | nekonalo se                 | nekonalo se                 |
| 1992 | Wind                         | „Träume sind für alle da“                   | němčina                                     | 16.               | 27                | nekonalo se                 | nekonalo se                 |
| 1993 | Münchener Freiheit           | „Viel zu weit“                              | němčina                                     | 18.               | 18                | Kvalifikacija za Millstreet | Kvalifikacija za Millstreet |
| 1994 | Mekado                       | „Wir geben 'ne Party“                       | němčina                                     | 3.                | 128               | nekonalo se                 | nekonalo se                 |
| 1995 | Stone and Stone              | „Verliebt in Dich“                          | němčina                                     | 23.               | 1                 | nekonalo se                 | nekonalo se                 |
| 1996 | Leon                         | „Planet of Blue“                            | němčina                                     | nekvalifikoval se | nekvalifikoval se | 24.                         | 24                          |
| 1997 | Bianca Shomburg              | „Zeit“                                      | němčina                                     | 18.               | 22                | nekonalo se                 | nekonalo se                 |
| 1998 | Guildo Horn                  | „Guildo hat euch lieb!“                     | němčina                                     | 7.                | 86                | nekonalo se                 | nekonalo se                 |
| 1999 | Sürpriz                      | „Reise nach Jerusalem – Kudüs'e Seyahat“    | němčina, turečtina, angličtina, hebrejština | 3.                | 140               | nekonalo se                 | nekonalo se                 |
| 2000 | Stefan Raab                  | „Wadde hadde dudde da?“                     | němčina, angličtina                         | 5.                | 96                | nekonalo se                 | nekonalo se                 |
| 2001 | Michelle                     | „Wer Liebe lebt“                            | němčina, angličtina                         | 8.                | 66                | nekonalo se                 | nekonalo se                 |
| 2002 | Corinna May                  | „I Can't Live Without Music“                | angličtina                                  | 21.               | 17                | nekonalo se                 | nekonalo se                 |
| 2003 | Lou                          | „Let's Get Happy“                           | angličtina                                  | 11.               | 53                | nekonalo se                 | nekonalo se                 |
| 2004 | Max                          | „Can't Wait Until Tonight“                  | angličtina, turečtina                       | 8.                | 93                | člen Velké čtyřky           | člen Velké čtyřky           |
| 2005 | Gracia                       | „Run & Hide“                                | angličtina                                  | 24.               | 4                 | člen Velké čtyřky           | člen Velké čtyřky           |
| 2006 | Texas Lightning              | „No No Never“                               | angličtina                                  | 14.               | 36                | člen Velké čtyřky           | člen Velké čtyřky           |
| 2007 | Roger Cicero                 | „Frauen regier'n die Welt“                  | němčina, angličtina                         | 19.               | 49                | člen Velké čtyřky           | člen Velké čtyřky           |
| 2008 | No Angels                    | „Disappear“                                 | angličtina                                  | 23.               | 14                | člen Velké čtyřky           | člen Velké čtyřky           |
| 2009 | Alex Swings Oscar Sings!     | „Miss Kiss Kiss Bang“                       | angličtina                                  | 20.               | 35                | člen Velké čtyřky           | člen Velké čtyřky           |
| 2010 | Lena                         | „Satellite“                                 | angličtina                                  | 1.                | 246               | člen Velké čtyřky           | člen Velké čtyřky           |
| 2011 | Lena                         | „Taken by a Stranger“                       | angličtina                                  | 10.               | 107               | člen Velké pětky            | člen Velké pětky            |
| 2012 | Roman Lob                    | „Standing Still“                            | angličtina                                  | 8.                | 110               | člen Velké pětky            | člen Velké pětky            |
| 2013 | Cascada                      | „Glorious“                                  | angličtina                                  | 21.               | 18                | člen Velké pětky            | člen Velké pětky            |
| 2014 | Elaiza                       | „Is It Right“                               | angličtina                                  | 18.               | 39                | člen Velké pětky            | člen Velké pětky            |
| 2015 | Ann Sophie                   | „Black Smoke“                               | angličtina                                  | 27.               | 0                 | člen Velké pětky            | člen Velké pětky            |
| 2016 | Jamie-Lee                    | „Ghost“                                     | angličtina                                  | 26.               | 11                | člen Velké pětky            | člen Velké pětky            |
| 2017 | Levina                       | „Perfect Life“                              | angličtina                                  | 25.               | 6                 | člen Velké pětky            | člen Velké pětky            |
| 2018 | Michael Schulte              | „You Let Me Walk Alone“                     | angličtina                                  | 4.                | 340               | člen Velké pětky            | člen Velké pětky            |
| 2019 | S!sters                      | „Sister“                                    | angličtina                                  | 25.               | 24                | člen Velké pětky            | člen Velké pětky            |
| 2020 | Ben Dolic                    | „Violent Thing“                             | angličtina                                  | ročník zrušen     | ročník zrušen     | ročník zrušen               | ročník zrušen               |
| 2021 | Jendrik                      | „I Don't Feel Hate“                         | angličtina                                  | 25.               | 3                 | člen Velké pětky            | člen Velké pětky            |
| 2022 | Malik Harris                 | „Rockstars“                                 | angličtina                                  | 25.               | 6                 | člen Velké pětky            | člen Velké pětky            |
| 2023 | Lord of the Lost             | „Blood & Glitter“                           | angličtina                                  | 26.               | 18                | člen Velké pětky            | člen Velké pětky            |
| 2024 | Isaak                        | „Always on the Run“                         | angličtina                                  | 12.               | 117               | člen Velké pětky            | člen Velké pětky            |
| 2025 | Abor & Tynna                 | „Baller“                                    | němčina                                     | 15.               | 151               | člen Velké pětky            | člen Velké pětky            |

| Legenda | Legenda                              |
| ------- | ------------------------------------ |
| 1       | 1. místo                             |
| 2       | 2. místo                             |
| 3       | 3. místo                             |
| ◁       | poslední místo                       |
| X       | interpret vybrán, ale nezúčastnil se |

## Galerie

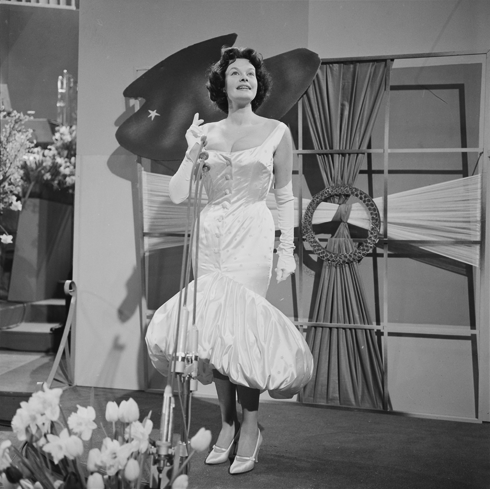
Margot Hielscher v Hilversumu (1958)
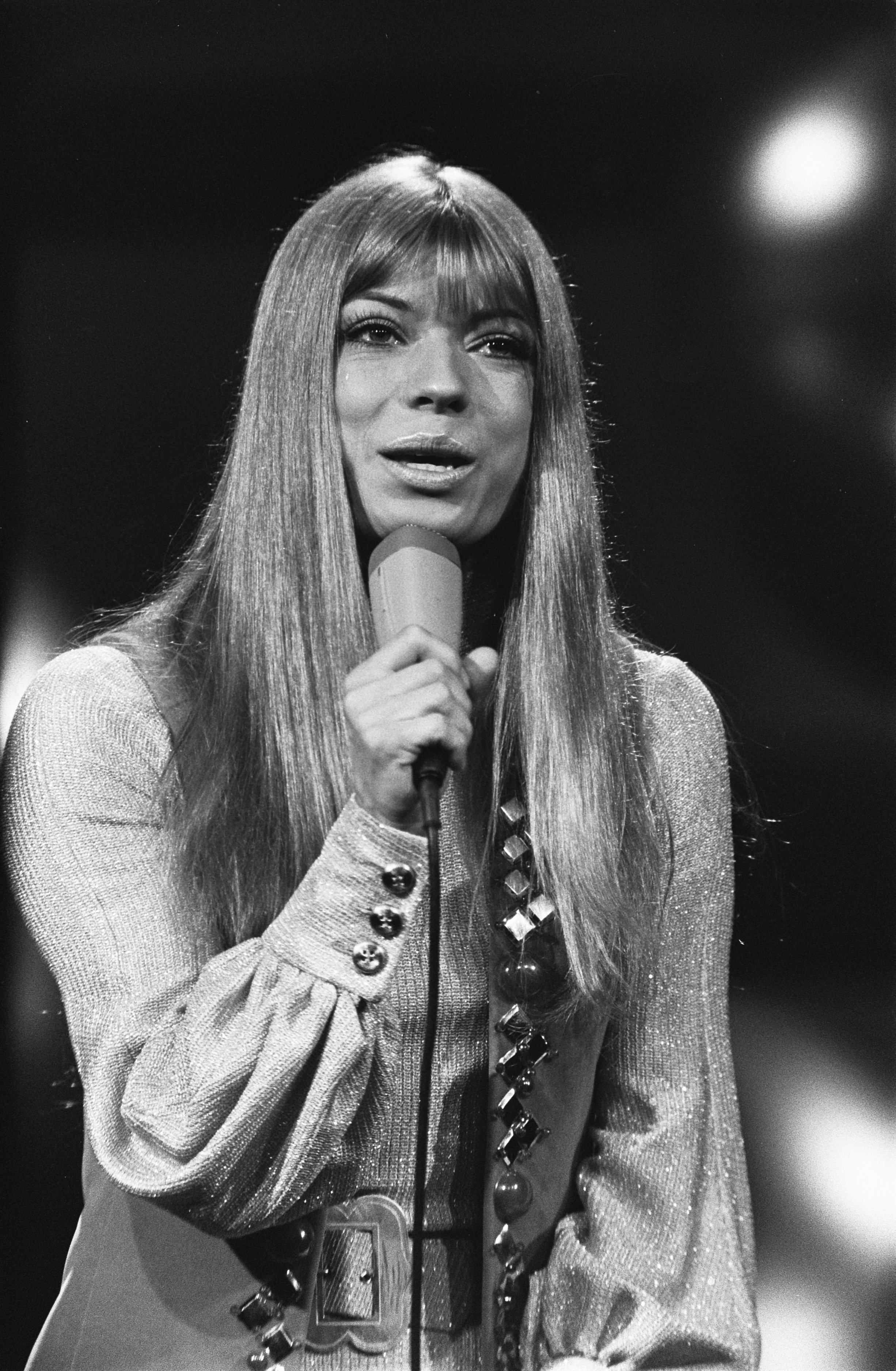
Katja Ebstein v Amsterdamu (1970)
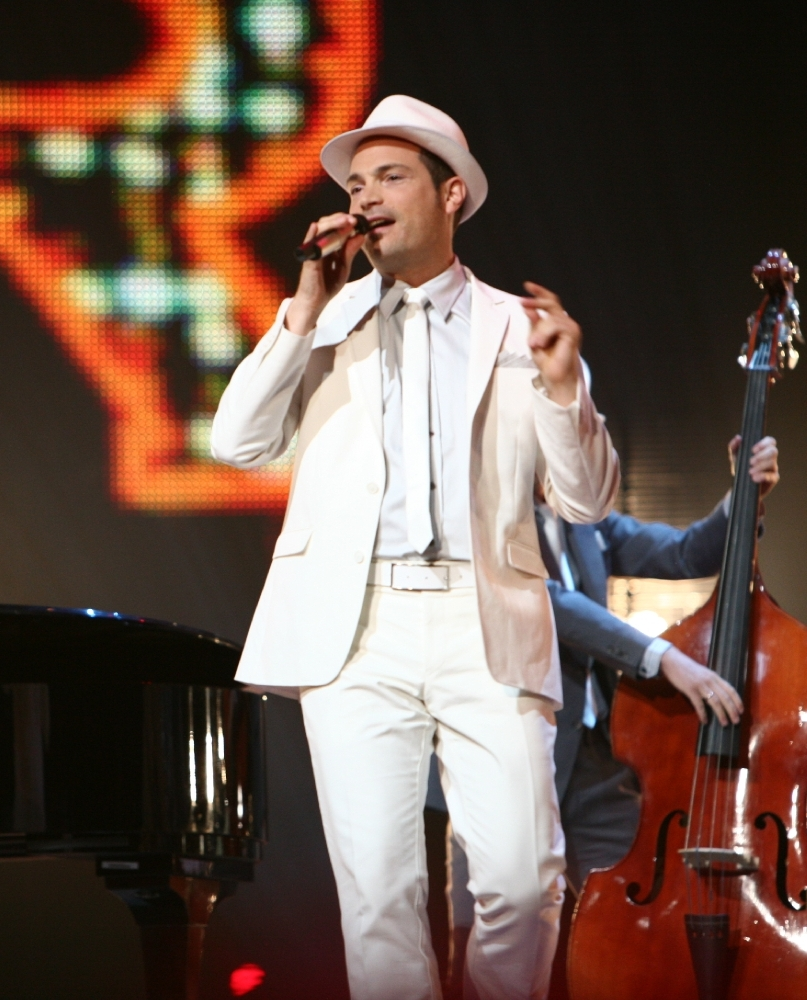
Roger Cicero v Helsinkách (2007)
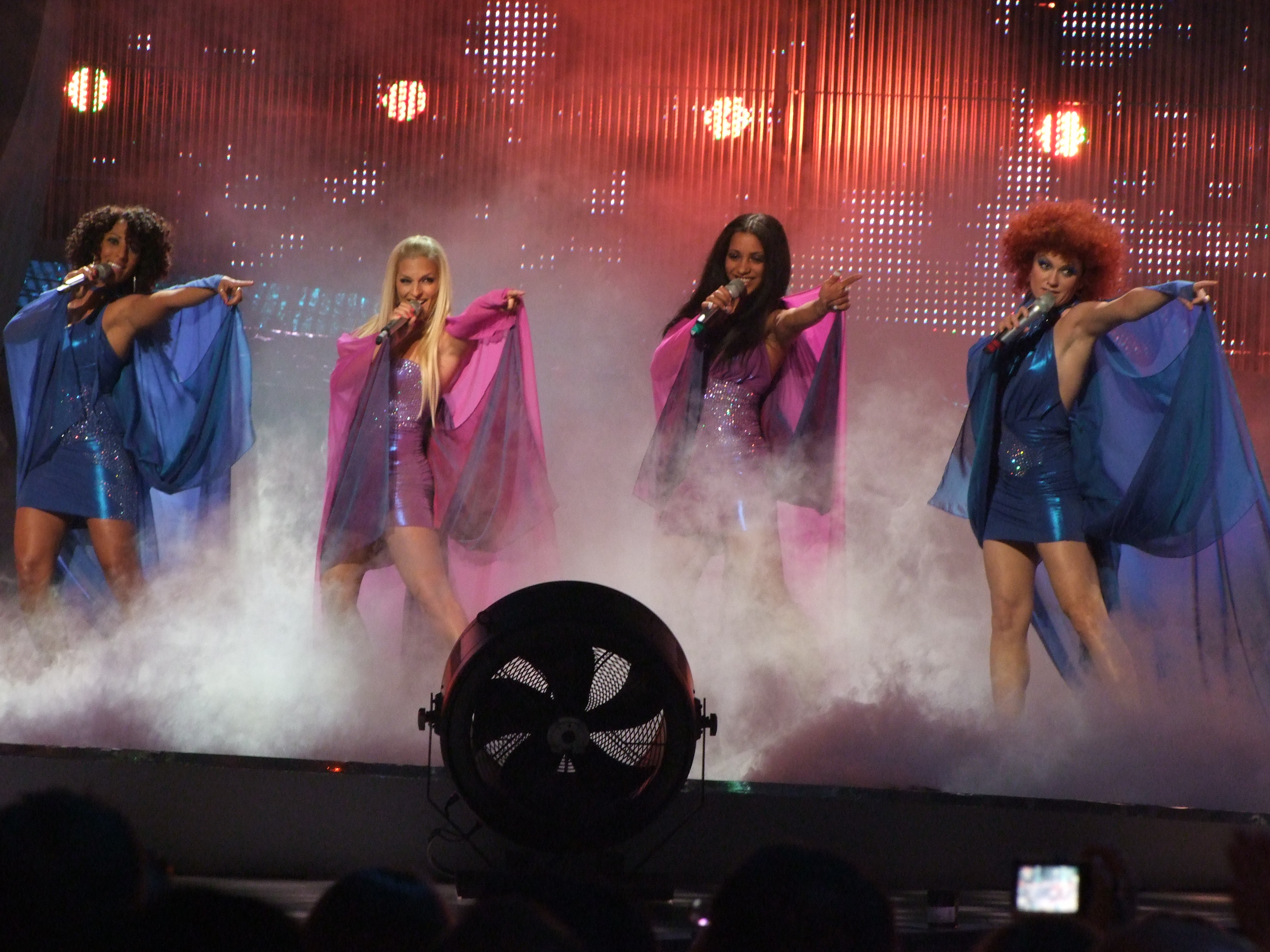
No Angels v Bělehradu (2008)
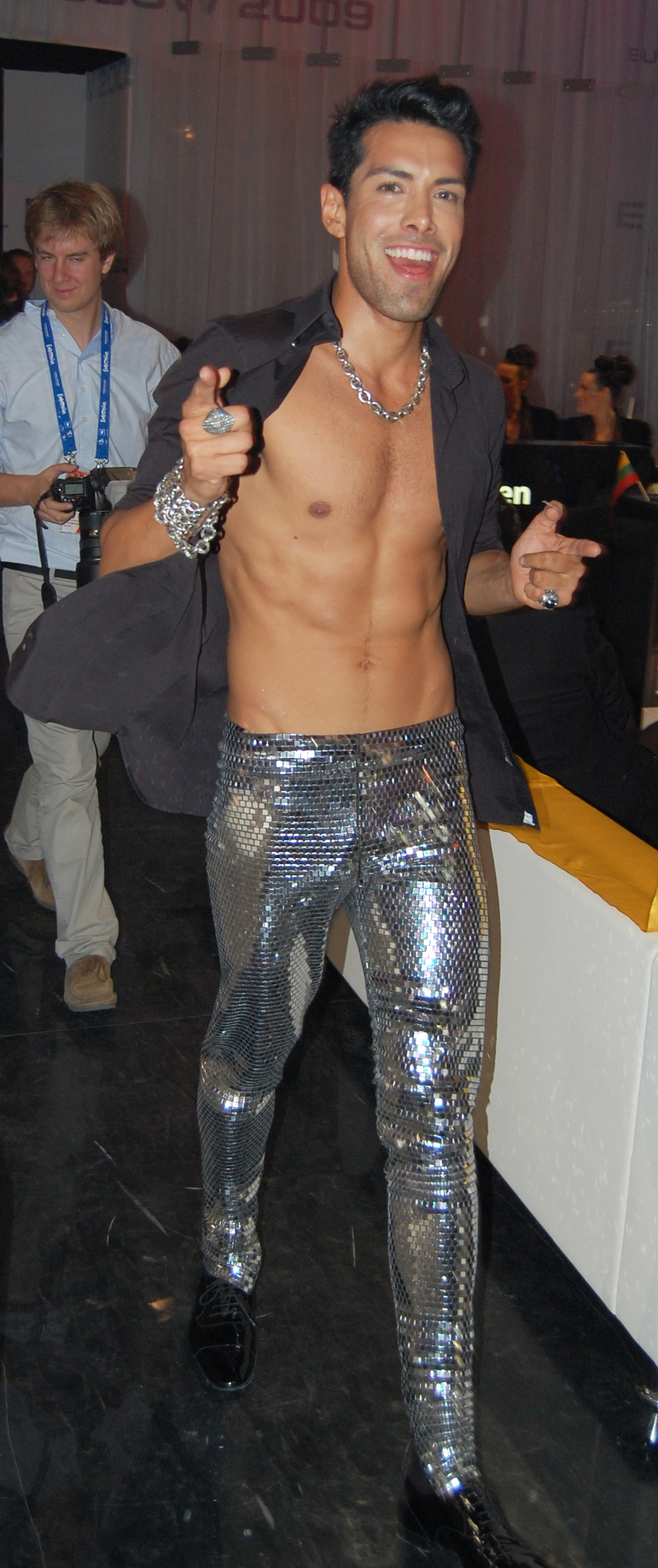
Oscar Sings v Moskvě (2009)
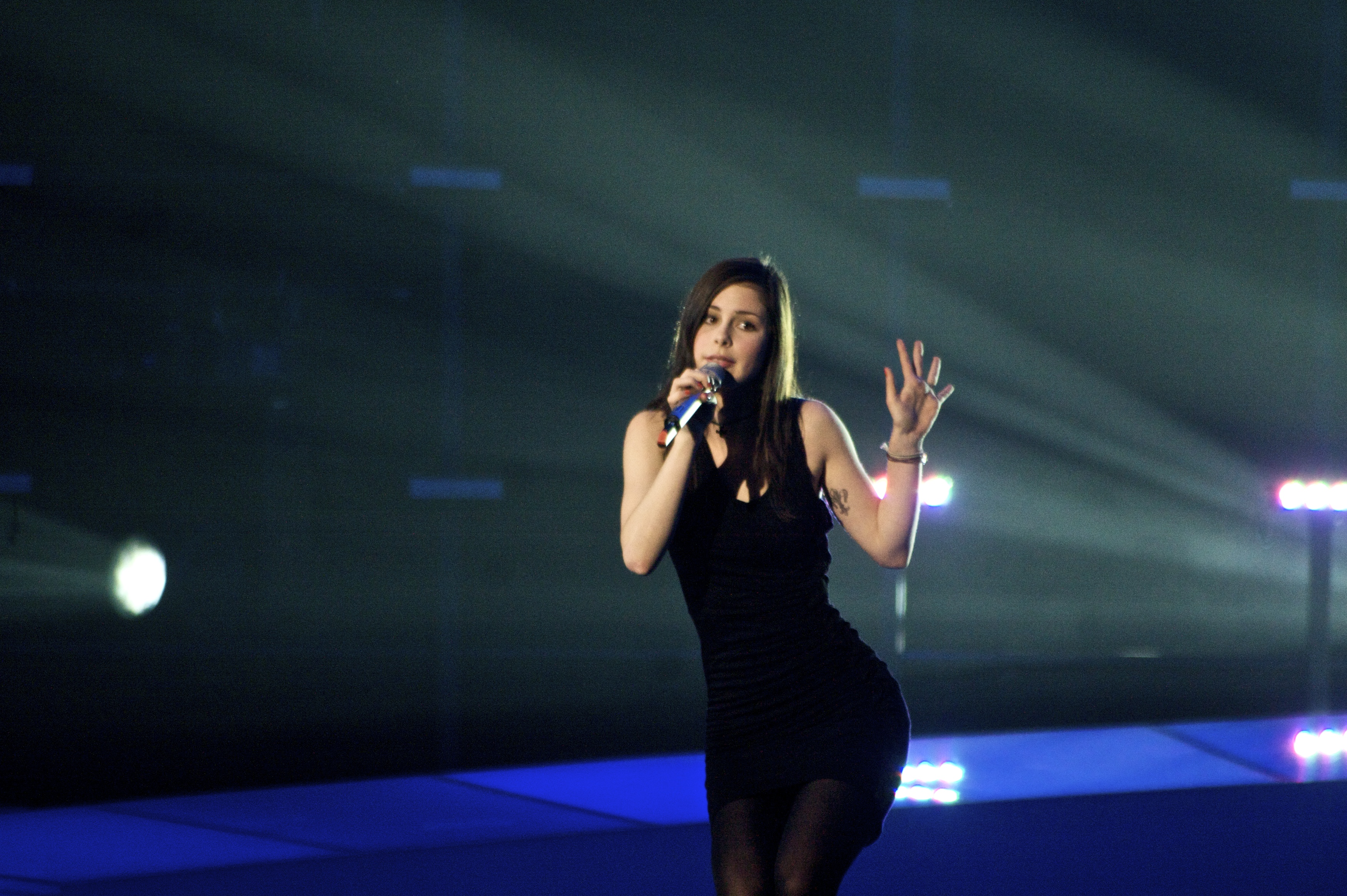
Lena v Oslu (2010)
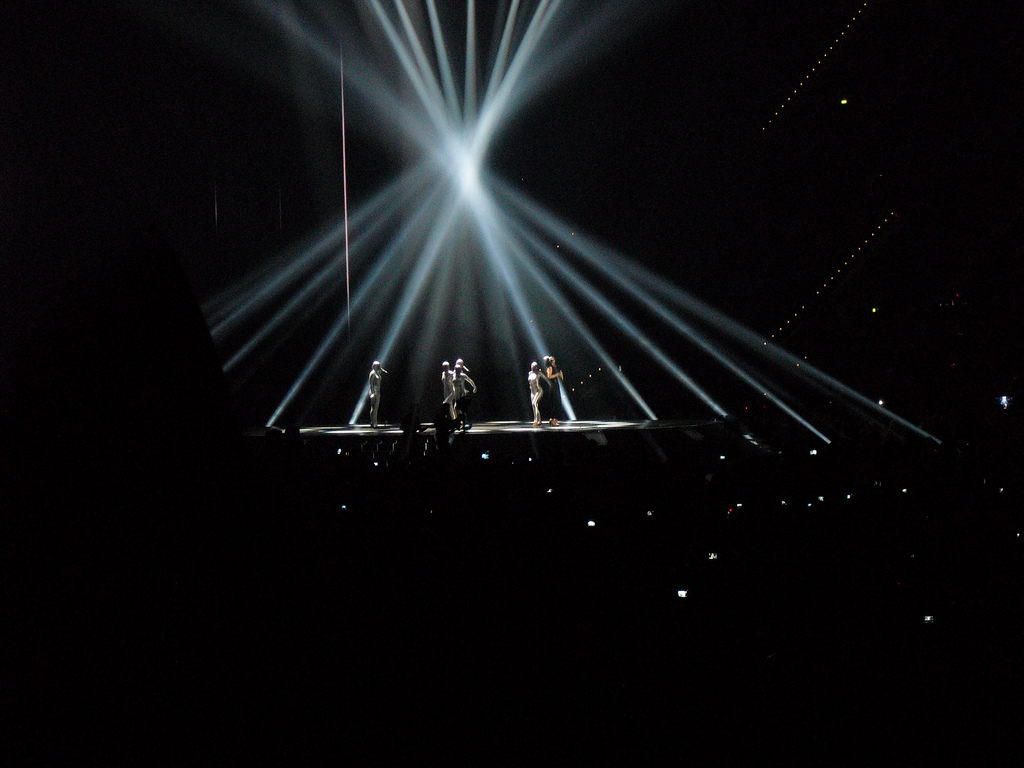
Lena v Düsseldorfu (2011)
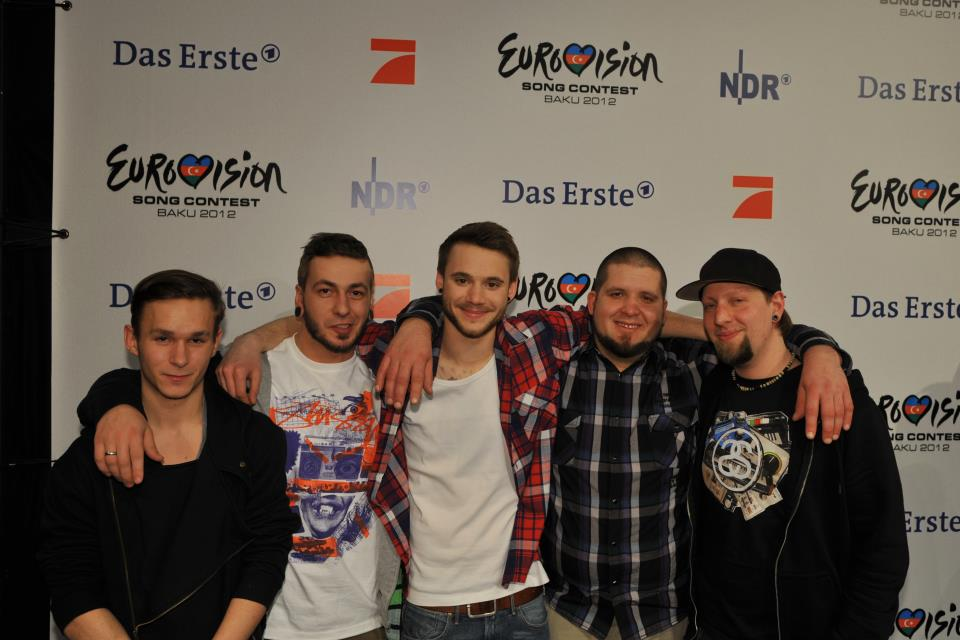
Roman Lob (uprostřed) v Baku (2012)
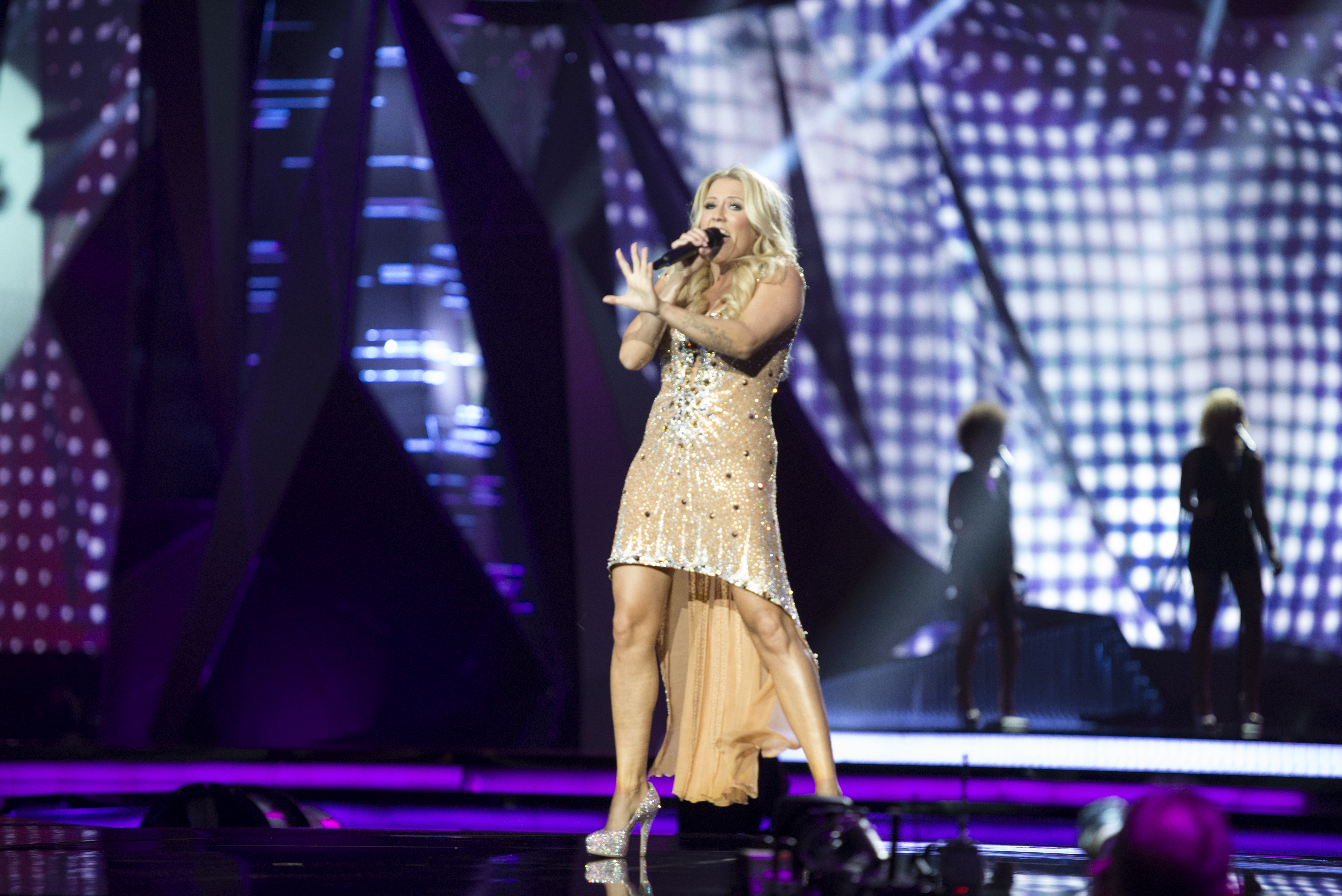
Cascada v Malmö (2013)
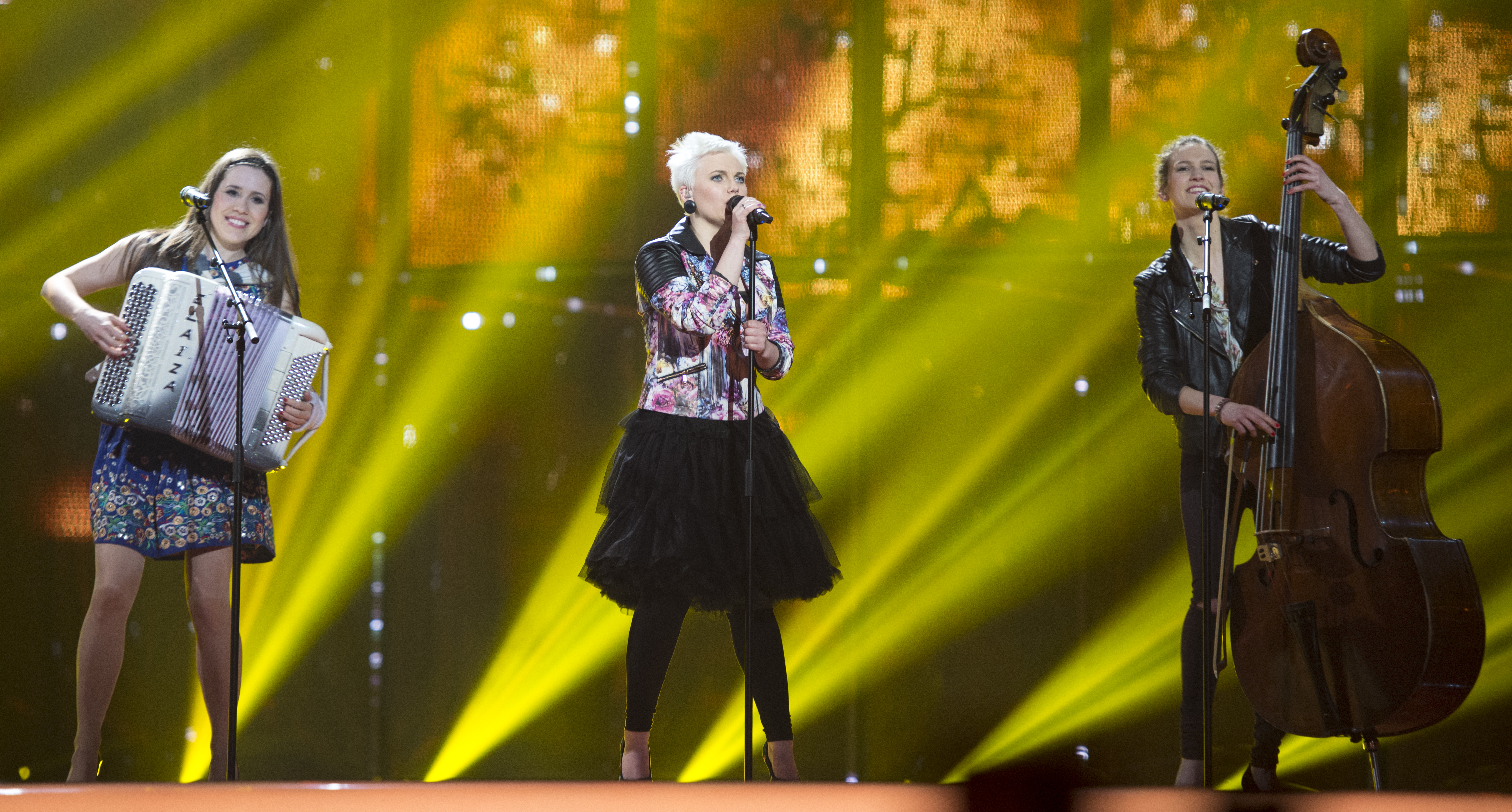
Elaiza v Kodani (2014)
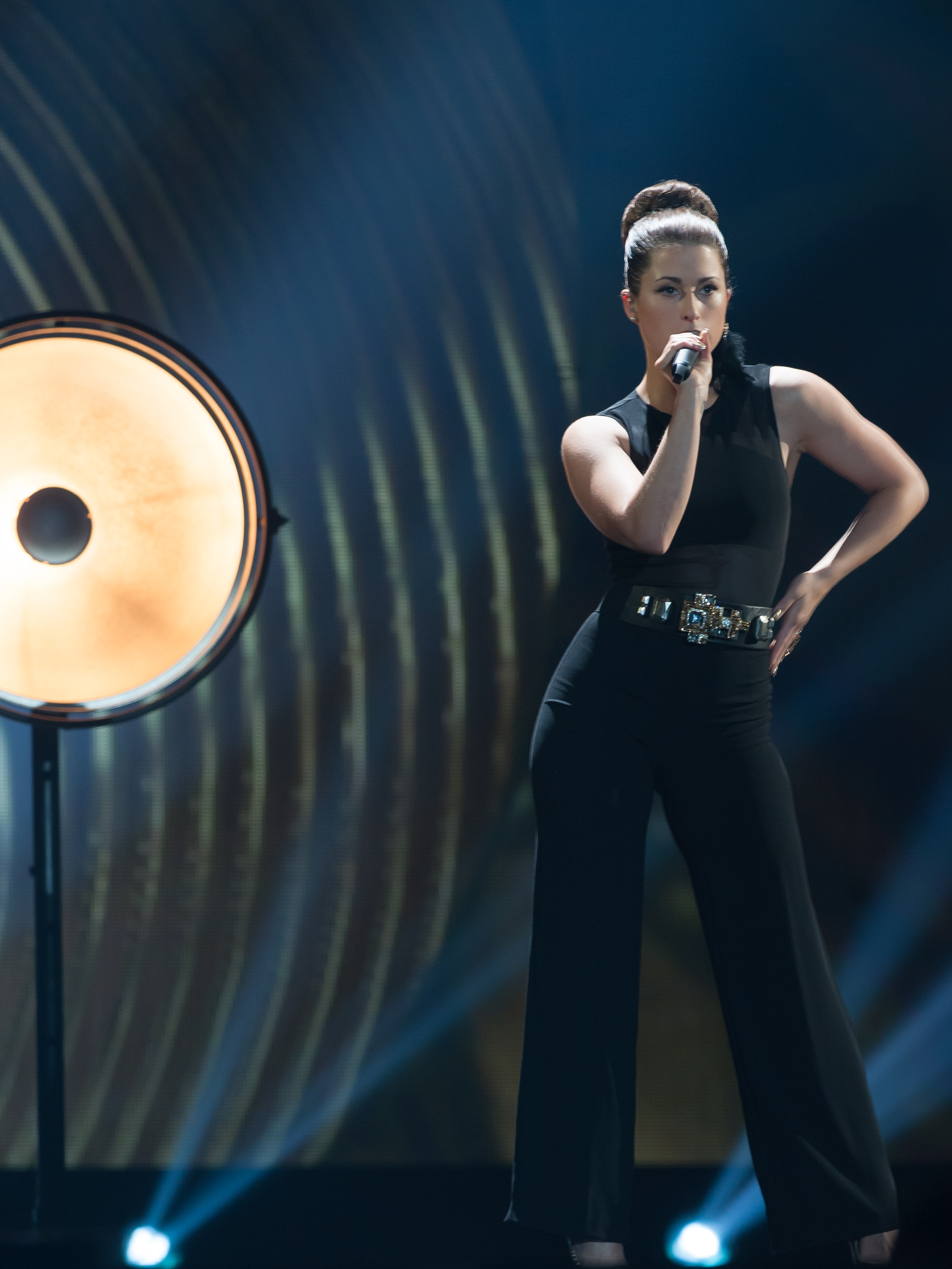
Ann Sophie ve Vídni (2015)
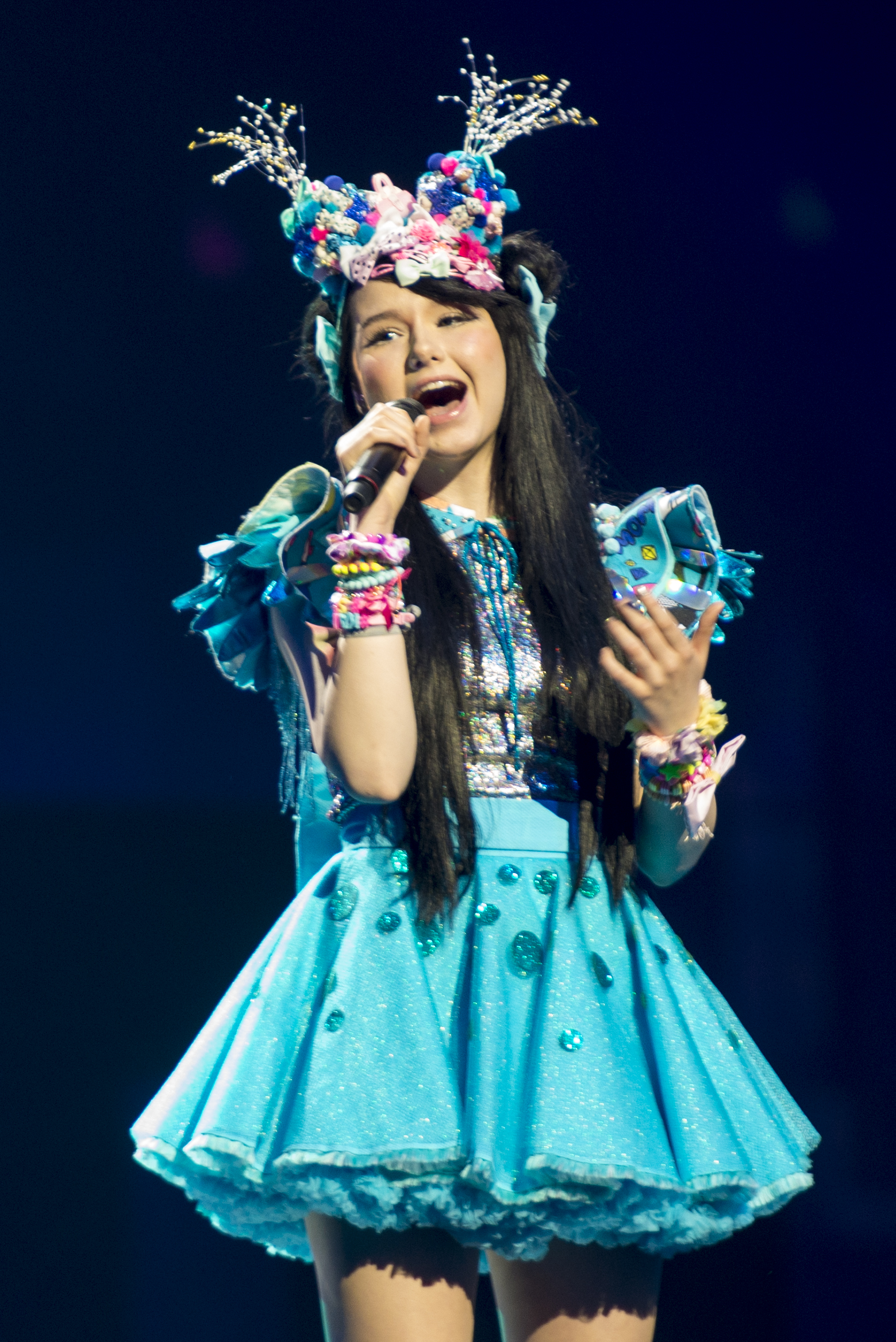
Jamie-Lee ve Stockholmu (2016)
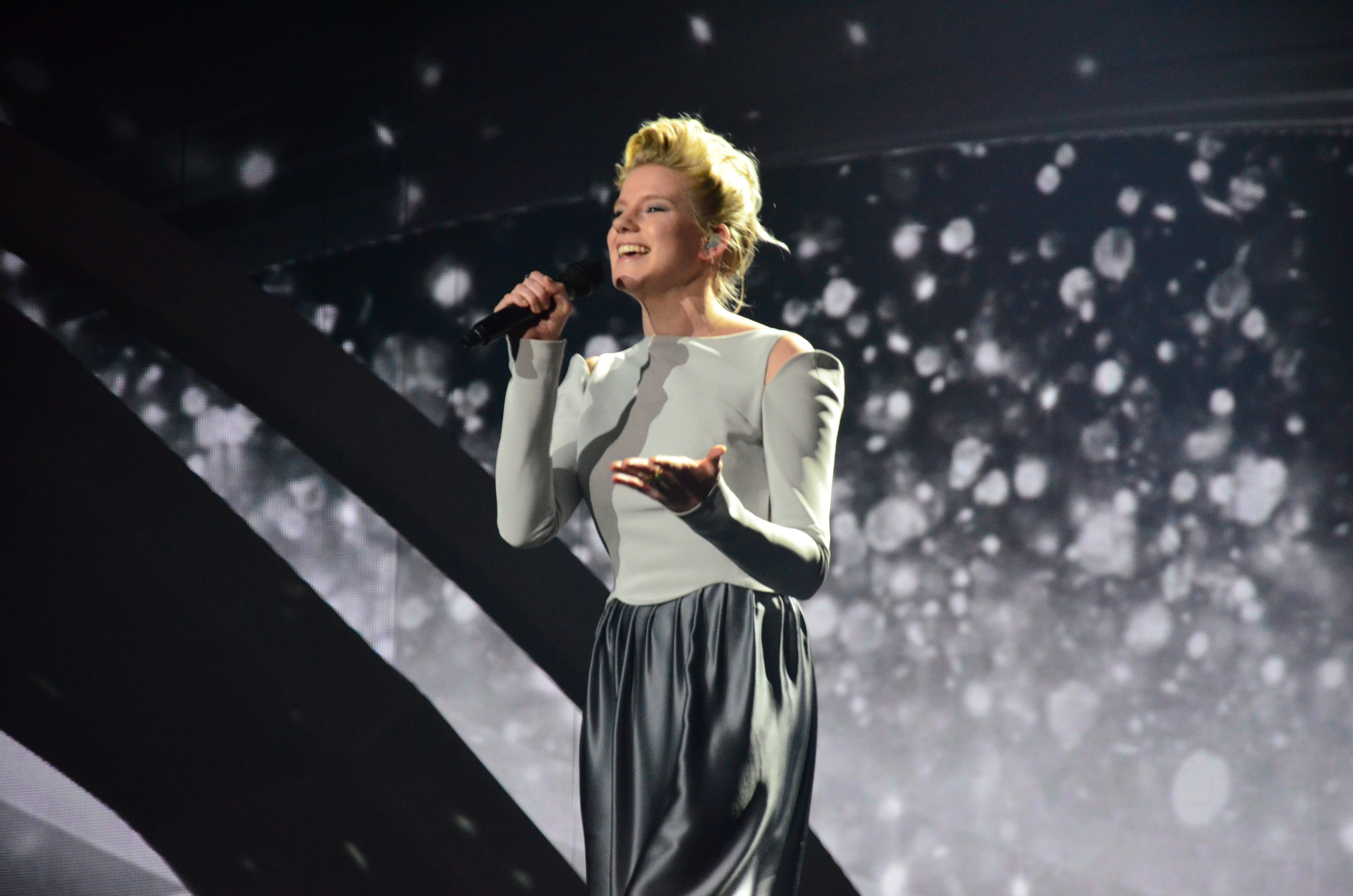
Levina v Kyjevě (2017)
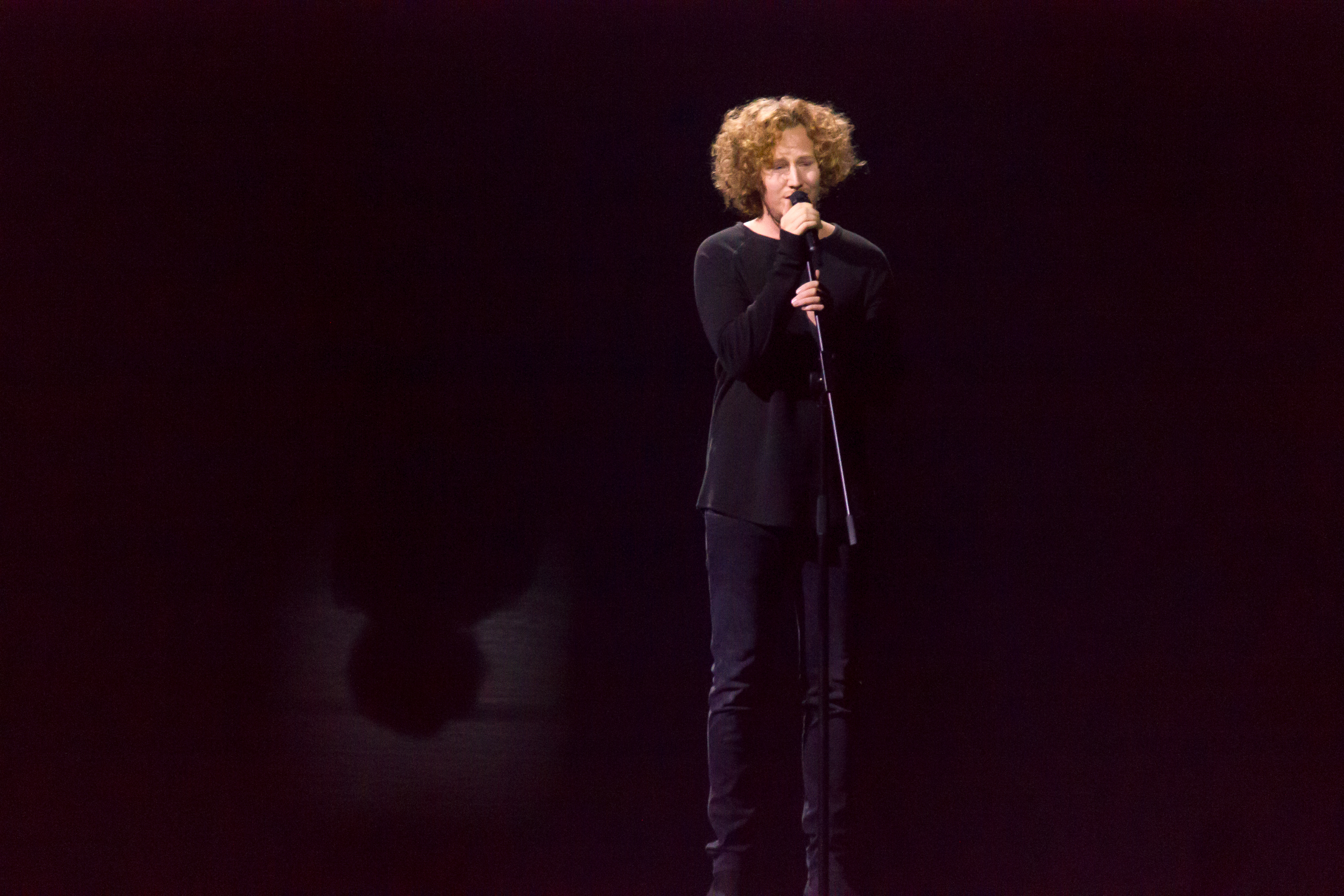
Michael Schulte v Lisabonu (2018)
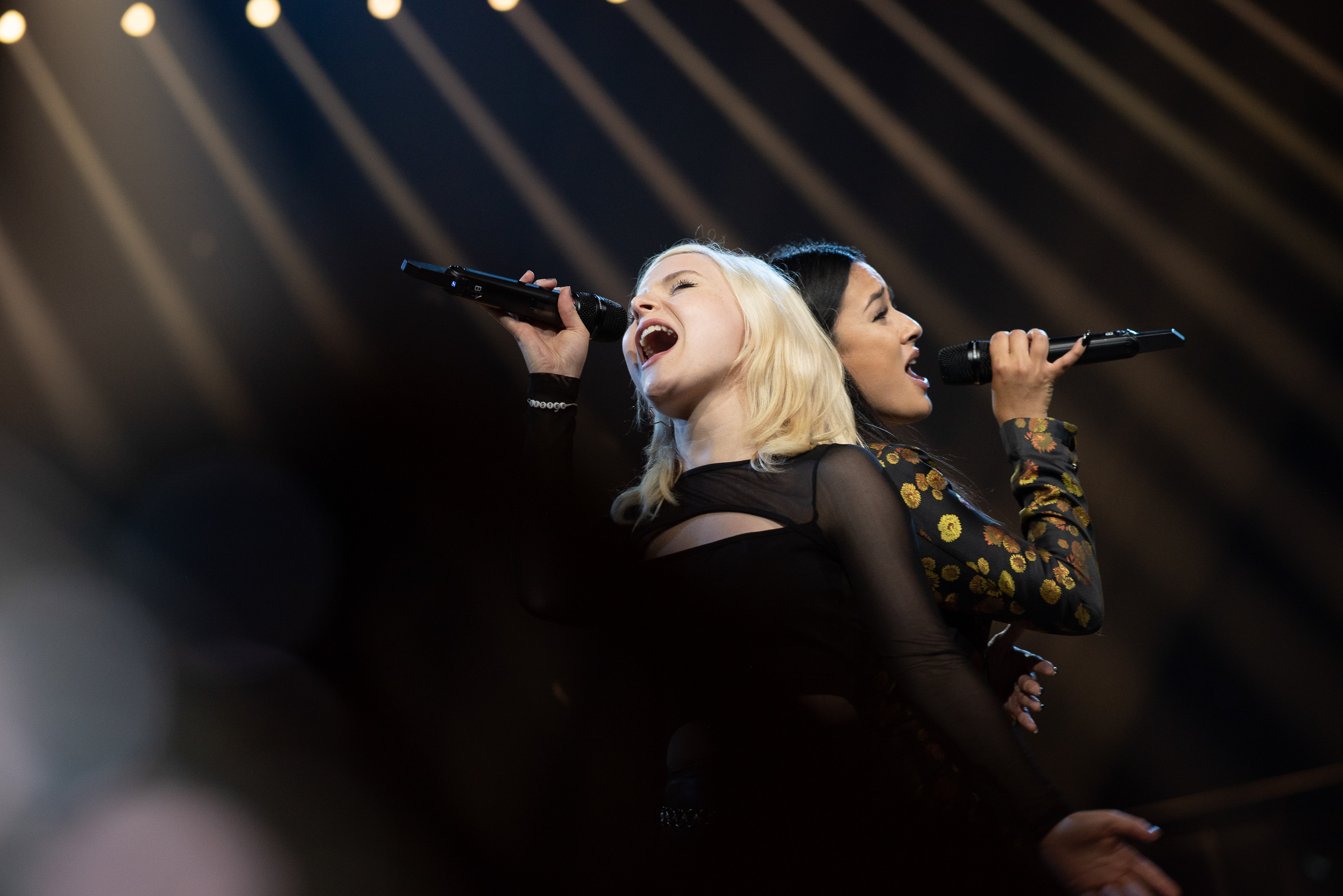
Sisters v Tel Avivu (2019)
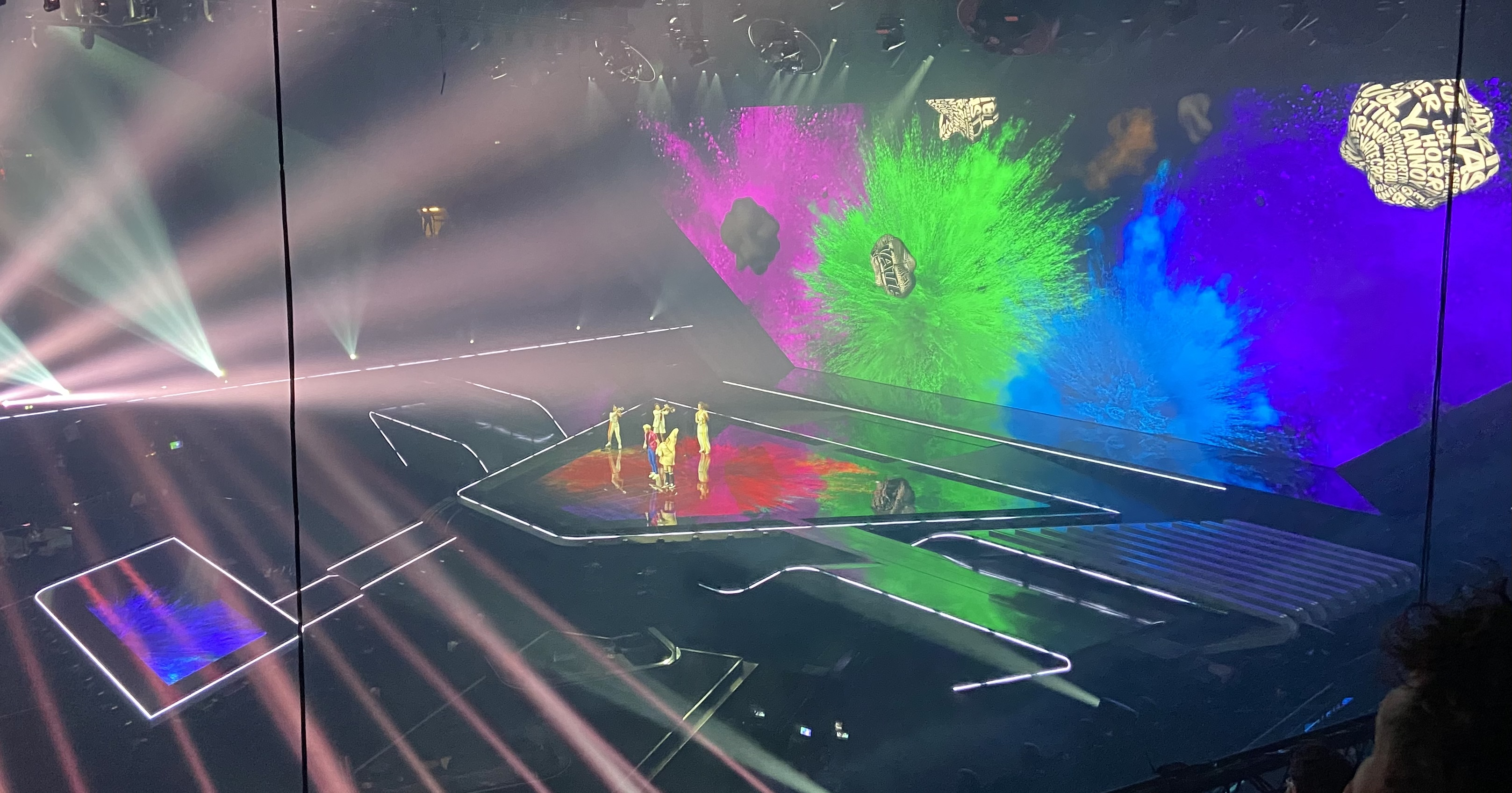
Jendrik v Rotterdamu (2021)
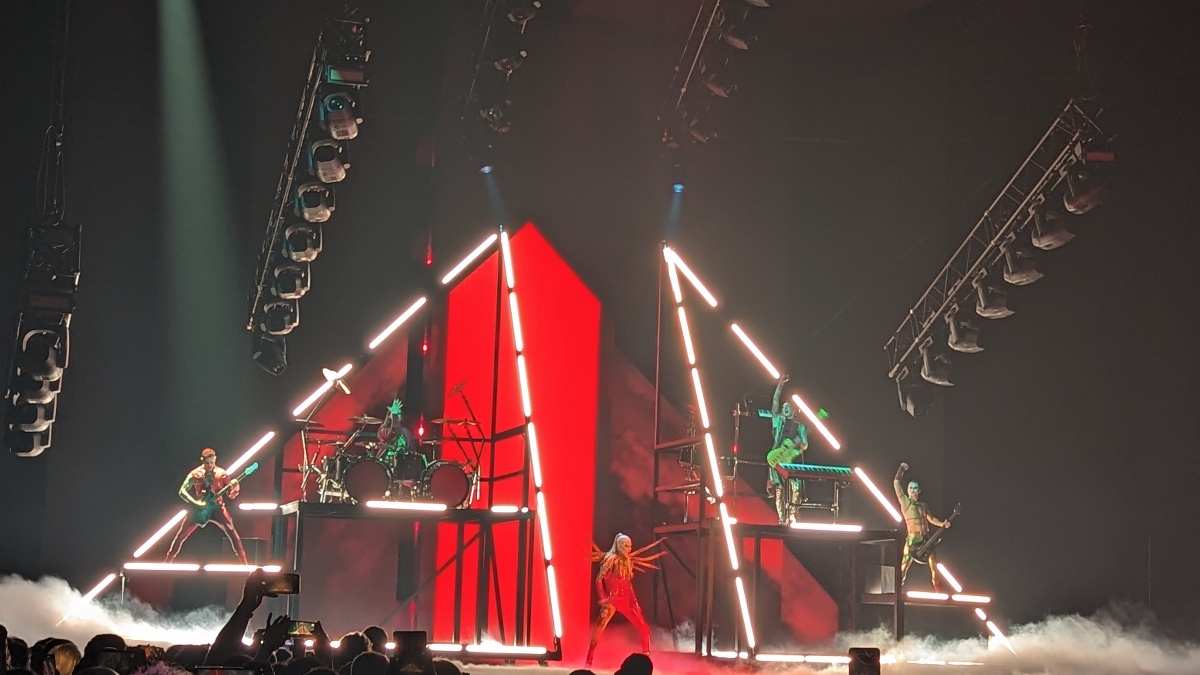
Lord of the Lost v Liverpoolu (2023)
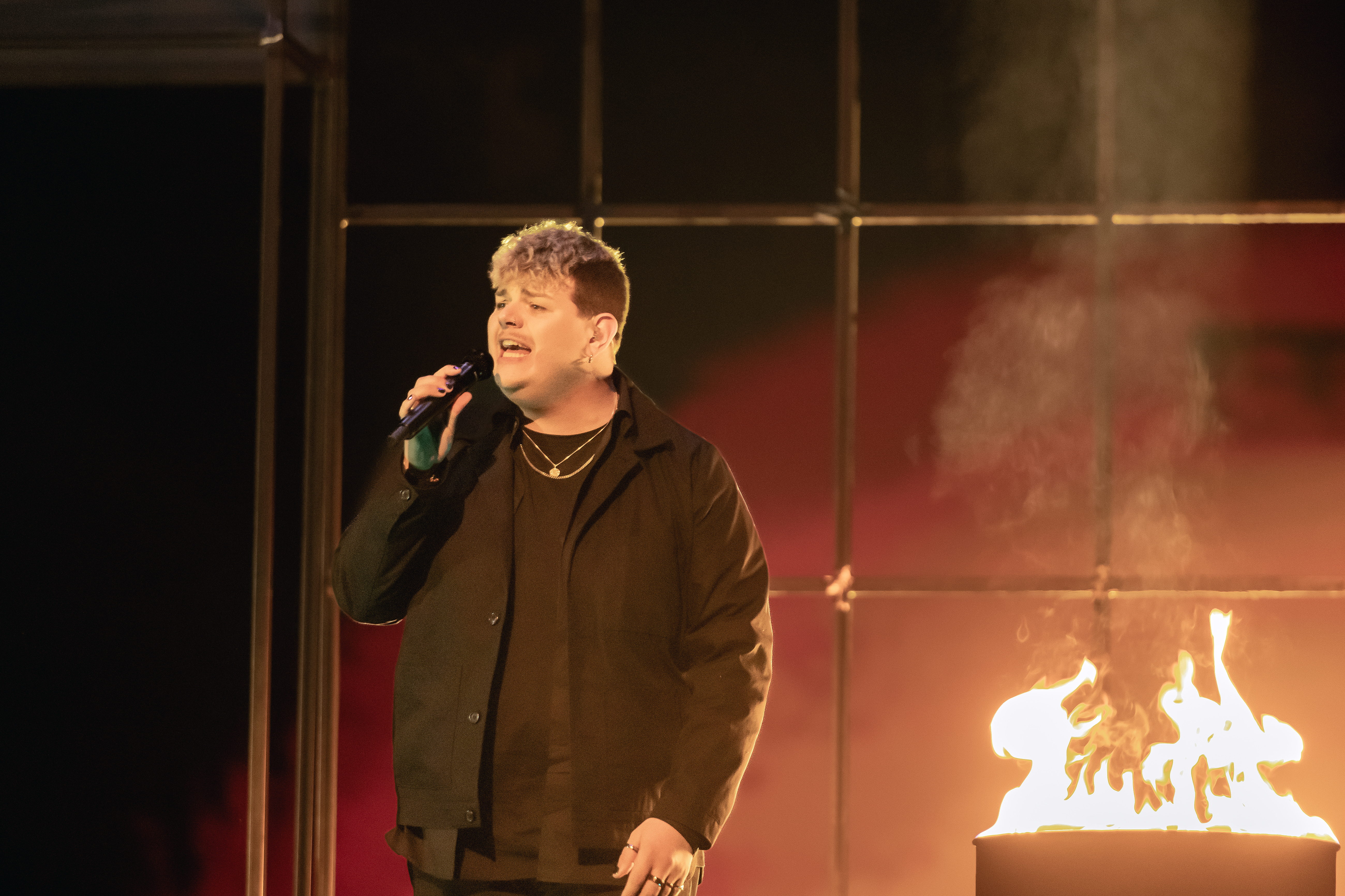
Isaak v Malmö (2024)
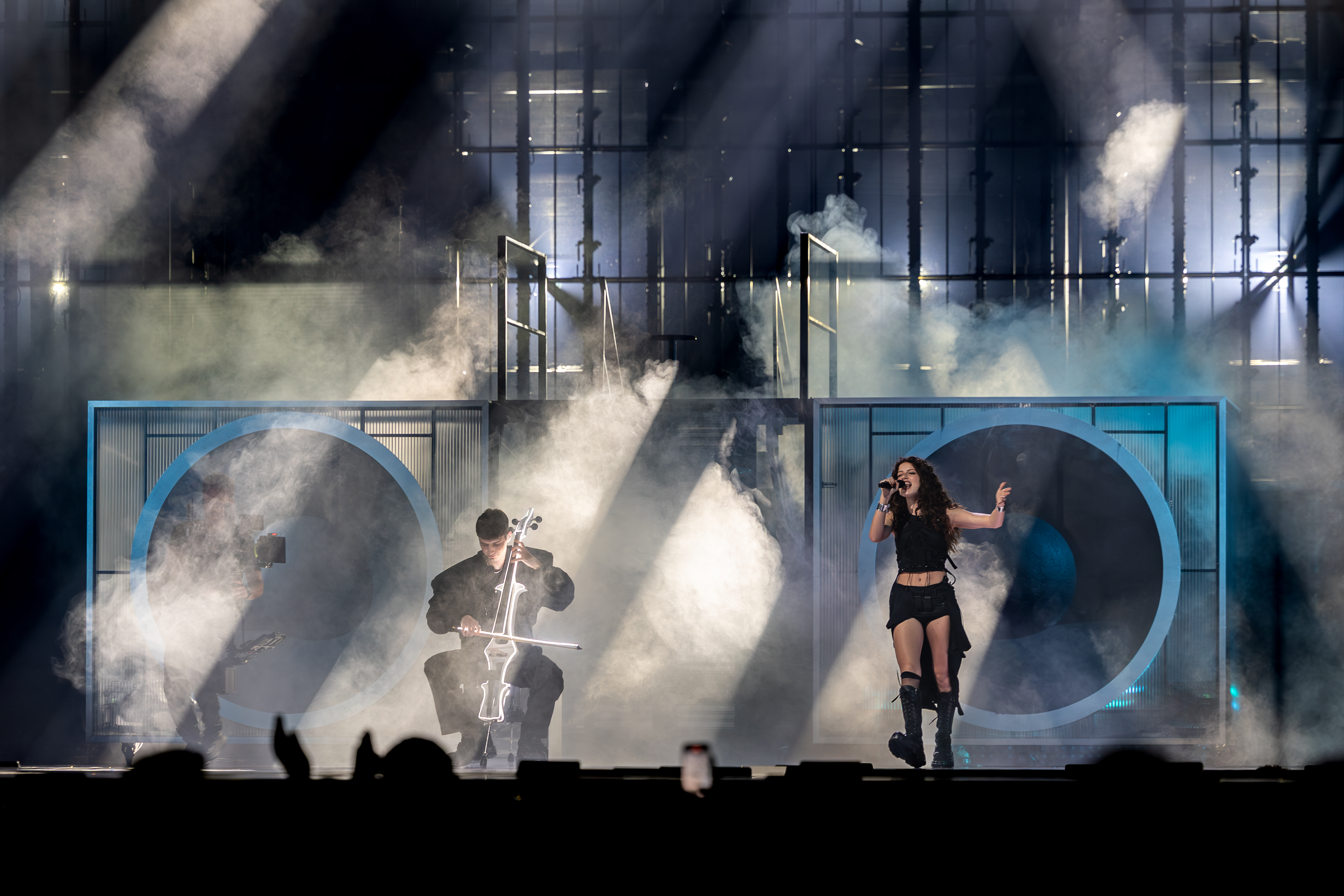
Abor & Tynna v Basileji (2025)